# Recunoaștere

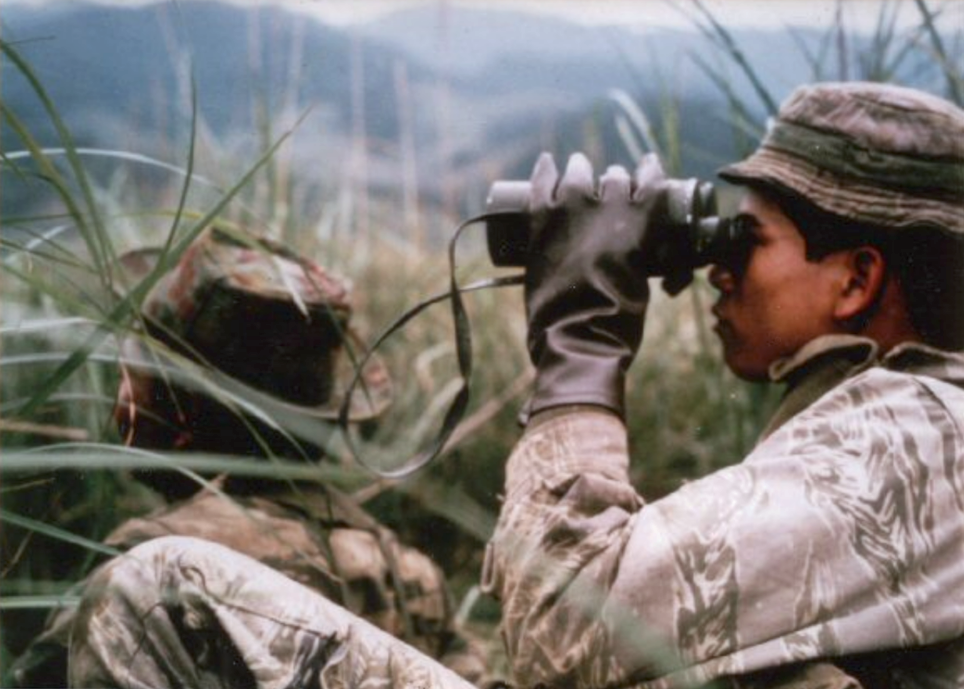

În operațiunile militare executate de cercetași, misiunea de recunoaștere militară este explorarea unei zone de către forțele militare pentru a obține informații despre forțele inamice, teren și activitățile civile din zona de operațiuni. Recunoașterea este o activitate desfășurată în teren în scopul precizării hotărârii de luptă a comandantului sau în scopul aflării posibilităților de deplasare.
Tipurile de recunoaștere includ patrularea zonei locale de operațiuni și patrule de recunoaștere cu rază lungă de acțiune. Spionajul este diferit de recunoaștere, deoarece spionii lucrează ca civili pe teritoriul inamicului.
Termenul este derivat din cuvântul din franceza mijlocie reconoissance.